# Nate Jones
Nathan Jones (né le 28 janvier 1986 à Covington, Kentucky, États-Unis) est un ancien lanceur de relève droitier de la Ligue majeure de baseball.

## Carrière
Joueur à l'université Northern Kentucky, Nate Jones est un choix de cinquième ronde des White Sox de Chicago en 2007.
Il fait ses débuts dans le baseball majeur avec les White Sox par une présence en relève le 8 avril 2012. En 65 matchs joués à sa saison recrue, il remporte 8 victoires contre aucune défaite et maintient une brillante moyenne de points mérités de 2,39 en 71 manches et deux tiers lancées.
En 2013, il lance 78 manches en 70 sorties en relève mais sa moyenne de points mérités est à la hausse et atteint 4,15. Il est crédité de 4 victoires contre 5 défaites.
Jones est limité à deux parties en 2014 et subit une opération de type Tommy John au coude droit à la fin juillet, une intervention dont la convalescence prévue est d'une durée de 12 à 15 mois.